# Томо Милиновић
Тома Ђуров Милиновић (Морињ, 1770-1846, Билгород-Дњистровски) или Томо Милиновић, надимак Морињанин, био је српски књижевник и револуционар, војвода под Карађорђем Петровићем током Првог српског устанка против Османског царства, био је и Карађорђев саветник и старешина артиљерије у једној од највећих битака током устанка, бици на Делиграду. У изгнанству у Трсту и Бесарабији Томо је писао Умотворине и Историју славенског приморја.

## Биографија
Томо Ђуров Милиновић рођен је у Морињу у Боки Которској, у то време у саставу Млетачке републике (данас општина Котор, Црна Гора). Научио је читати и писати од ђакона у Морињу, а није добио формално образовање. У младости, да би преживео и помогао породици, постао је морнар као и већина мушкараца са ових простора. Више од десет година служио је на различитим трговачким бродовима, у земљи и широм Европе. Током ових путовања успео је да уштеди новац и стекне трговачко знање па је одлучио да се скраси и постане трговац у Трсту.
Постао је успешан морепловац и трговац, поседујући сопствени брод и поседујући читаву мрежу трговачких и складишних објеката у Трсту. Своје трговачке мреже проширио је и на друге градове у Аустрији, а пословне везе одржавао је до Одесе. Научио је италијански, немачки, енглески, руски и турски.
Успео је да финансијски помогне планирање Првог српског устанка кроз пријатељство и везе које је имао са другим Србима који су ту живели или посећивали Трст.

## Први српски устанак
Године 1809. након треће окупације Трста од стране Француза током Наполеонових ратова, највећи део Томовог поседа је преузет. Управо у то време Први српски устанак је постајао све успешнији и популарнији међу српским народом који је живео у иностранству, па је Томо одлучио да са женом и сином напусти Трст и придружи се устанку. По доласку у Србију, Карађорђе га је прихватио за свог саветника и специјалисте за артиљерију, јер је већ имао извесно артиљеријско искуство у пловидби на наоружаним трговачким бродовима.
Након склапања Букурештанског споразума између Руса и Османлија, неколико руских оружара које је руска војска доделила Карађорђу напустило је Србију. Томо се понудио да преузме посао на шта је Карађорђе радо прихватио. Године 1813. Томо је направио два топа исте величине. Исте године Томо је послат да брани Делиград као начелник артиљерије, где је српска војска од 30.000 војника победила турску војску од 55.000 војника. Артиљерија је под његовом командом у овој борби уложила велики напор добрим позиционирањем и честим измештањем топова што је више пута затекло противничку војску неспремну.
После неуспеха устанка, Томо се враћа у Трст где остаје до 1815. године. На Карађорђеву препоруку прелази у Руско царство, у град Акерман у Бесарабији. У егзилу Томо је написао две књиге, Умотворине (објављене постхумно 1847. године) и Историју Славенског Приморја. Прву је 2004. године прештампао рођак Јеремије Милиновић, док је друга изгубљена и никада није објављена.
Томо Милиновић је умро у избеглиштву 1846. године, а да није био свестан те чињенице, да је један од његових великих пријатеља Сима Милутиновић  уложио напоре и добио одобрење тадашње српске владе да Тому врати у Србију, што је била Томина велика жеља, али је за то било прекасно.